# 朱學篤
朱学笃（1826年—1892年），字祜堂，号实甫，山东东昌府聊城县人，清朝官員。

## 生平
道光二十九年（1849年）中举人，咸丰九年（1859年）二甲第一名进士，选翰林院庶吉士。咸丰十年（1860年）散馆，授官编修。同年，加侍读衔。历充国史馆、实录馆协修、纂修。同治三年（1864年）补湖广道监察御史。同治五年（1866年）转掌浙江道监察御史。同治六年（1867年），出知甘肃宁夏府。同治十三年（1874年）奉命督修河工，加盐运使衔。后因赡养老母归里。在聊城及济南授课多年。
光绪十八年（1892年）病逝。